# Brett Holman
Brett Holman   (Bankstown, 27 de març de 1984) és un exjugador de futbol australià que jugava com a mitjapunta o extrem esquerre. Holman ha estat internacional amb la selecció de futbol d'Austràlia en 34 ocasions d'ençà que debutà l'any 2006. Amb la selecció, ha marcat 4 gols i ha participat en una Copa del Món.